# Lutz Stoklasa
Lutz Stoklasa (* 23. Dezember 1949 in Langewiesen) ist ein deutscher Schwimmer, der in den späten 1960er Jahren für Wacker Burghausen startete. Er ist 1,88 m groß und wog in seiner aktiven Zeit 80 kg.
Stoklasa war Arzt mit einer Praxis in Wyk auf Föhr.

## Deutsche Meisterschaften
Stoklasa gewann acht deutsche Meisterschaften:
- 100 m Delphin: 1966, 1967, 1968, 1969, 1971 und 1975
- 200 m Delphin: 1967 und 1968

## Olympiateilnahme
Stoklasa nahm an den Olympischen Spielen 1968 in Mexiko-Stadt sowie 1972 in München teil.
- 100 m Delphin: 1968 kam Stoklasa in 58,9 s auf Platz 7 (Gold ging an den Amerikaner Douglas Russell, der in 55,9 s olympischen Rekord schwamm). 1972 war er mit 58,33 s zwar deutlich schneller als in Mexiko, konnte sich als 7. seines Semifinales jedoch nicht für das Finale qualifizieren.
- 200 m Delphin: Mit 2:16,4 min schied Stoklasa 1968 schon im Vorlauf aus. 1972 verzichtete er auf diese Strecke.
- Sowohl 1968 als auch 1972 war Stoklasa Mitglied der 4 × 100-m-Lagenstaffel (Besetzung 1968: Reinhard Blechert, Gregor Betz, Lutz Stoklasa und Wolfgang Kremer, Besetzung 1972: Andreas Weber, Walter Kusch, Lutz Stoklasa und Klaus Steinbach). 1968 reichten 4:05,4 min für Platz 6 (Gold ging an die USA in der Weltrekordzeit von 3:54,9 min), 1972 bedeutete die wesentlich bessere Zeit von 4:00,56 min das Aus im Vorlauf.

## Rekorde
Stoklasa schwamm zwei Europarekorde über 100 m Delphin.
- Am 18. August 1968 stellte er in 58,4 s den Europarekord von Alexander Gordejew (Sowjetunion) ein.
- Am 29. August 1968 schwamm er bei den Deutschen Meisterschaften in Bonn 58,0 s und wurde damit alleiniger Europarekordhalter.